# Driakiew lśniąca
Driakiew lśniąca (Scabiosa lucida L.) – gatunek rośliny z rodziny przewiertniowatych (Caprifoliaceae). Roślina górska występująca w środkowej Europie od Pirenejów po Karpaty. W Polsce rośnie w Sudetach, Tatrach, Pieninach i Bieszczadach. Status gatunku w polskiej florze: gatunek rodzimy.

## Morfologia

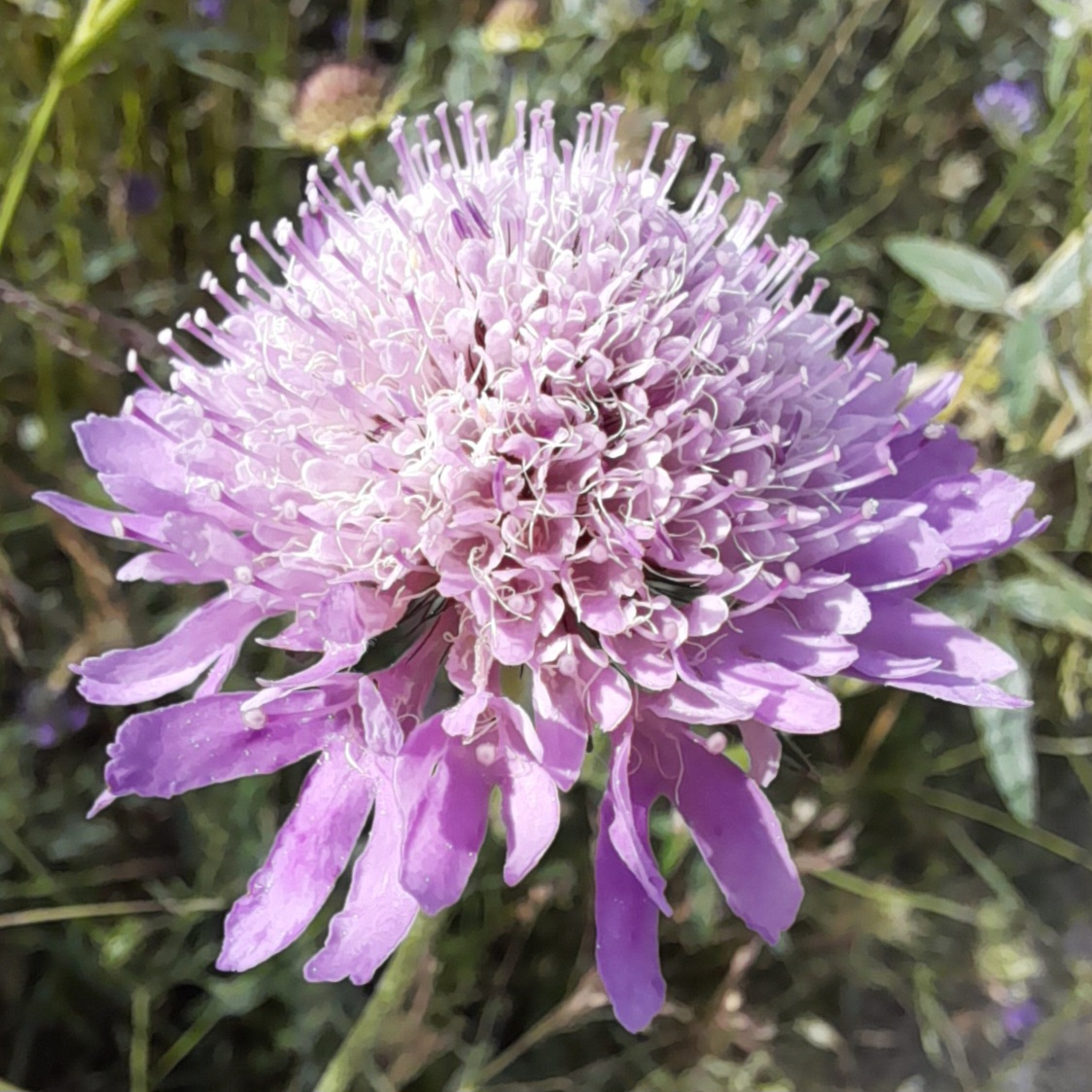
Kwiatostan

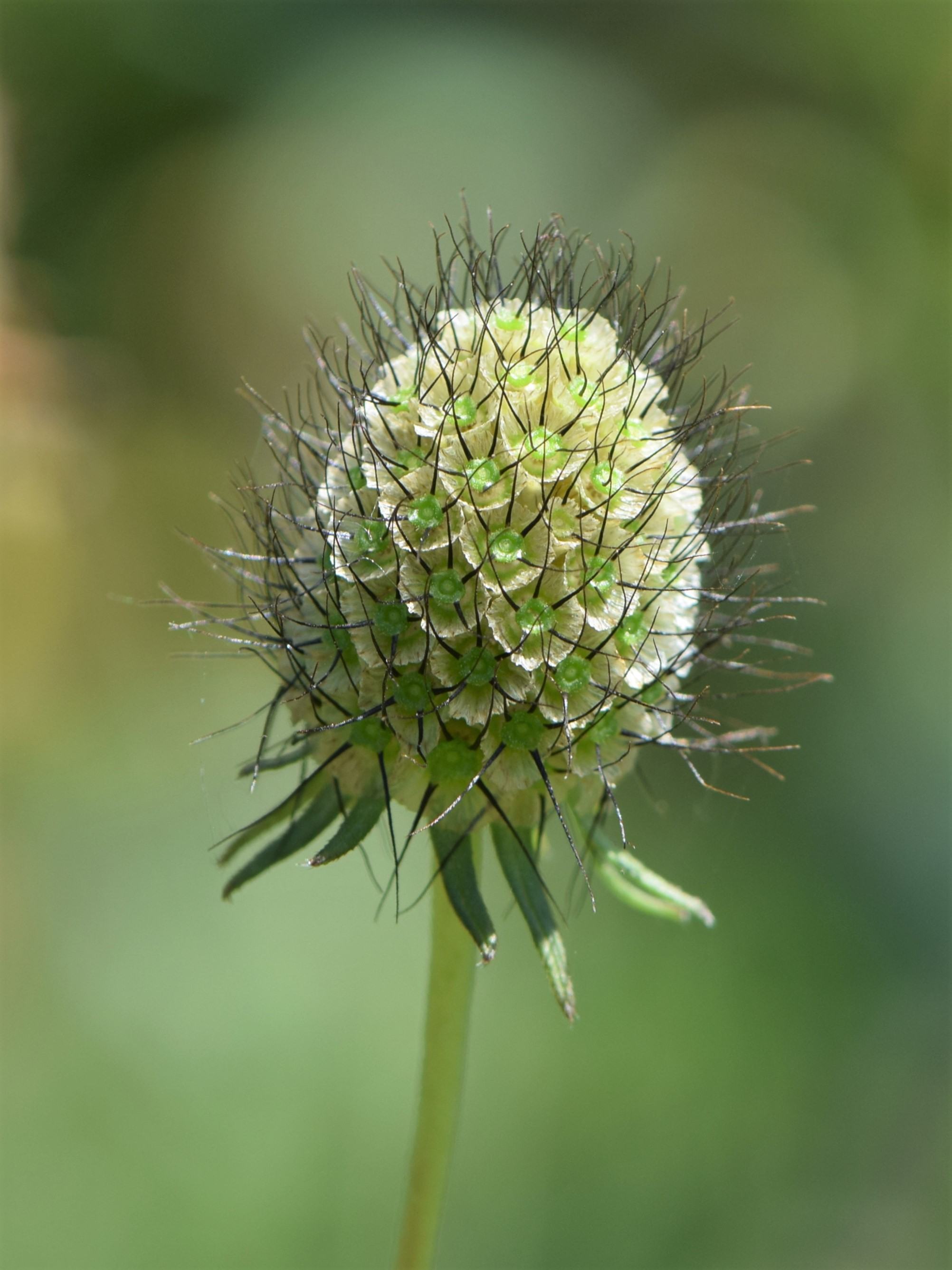
Owoce

ŁodygaWzniesiona, naga, lub nieco tylko omszona. Nie rozgałęzia się, lub niewiele, tylko w górnej części. Roślina ma wysokość 5–60 cm.
LiścieO zróżnicowanym kształcie. Odziomkowe, oraz najniższe łodygowe mają jajowaty lub równowąski kształt i są karbowane. Wyższe liście są 1–2 razy pierzastosieczne, złożone z lancetowatych lub równowąskich, czasami ząbkowanych odcinków, przy czym szczytowy odcinek jest często większy od pozostałych. Liście łodygowe wyrastają w okółku po dwa. Wszystkie liście są nagie, lub orzęsione tylko po brzegach. Są mniej lub więcej lśniące (stąd nazwa gatunkowa rośliny).
KwiatyBezwonne kwiaty zebrane są w główkę wyrastającą na długiej szypułce na szczycie łodygi. Główka o średnicy 2–4 cm otoczona jest okrywą z lancetowatych listków. W główce dwojakiego rodzaju kwiaty; większe, znajdujące się na zewnątrz i mniejsze, wewnątrz główki. Kielich złożony z 5 ostek, w dolnej części nieco rozszerzonych, z cienkimi brzeżkami po bokach środkowego nerwu. Ostki te są 3,5–5 razy dłuższe od kieliszka. Korona kwiatu grzbiecista, purpurowofioletowa. Wewnątrz niej jeden słupek z dwudzielnym znamieniem i 4 pręciki.
OwocZ pojedynczym nasionem, otoczony na szczycie błonkowatym kieliszkiem.

## Biologia i ekologia
Bylina. Kwitnie od sierpnia do października. Roślina wiatrosiewna (kieliszek stanowi aparat lotny). Siedlisko: hale górskie, naskalne murawy, suche stoki, szczeliny i półki skalne. Występuje głównie na podłożu wapiennym. W Tatrach dochodzi do piętra alpejskiego. Najwyższe zanotowane jej stanowiska znajdują się w Tatrach Bielskich (2150 m n.p.m.). Gatunek charakterystyczny dla klasy (Cl.) Seslerietea variae.